# Mužetice
Mužetice jsou osada, část města Sedlice v okrese Strakonice v Jihočeském kraji. Leží asi tři kilometry severovýchodně od Sedlice. V roce 2011 zde trvale žilo šedesát obyvatel.

## Historie
První písemná zmínka o vesnici pochází z roku 1400.
Vesnice patřívala od roku 1540 ke škvořetickému statku a s ním se dostala k Blatné. V roce 1862 v Mužeticích bylo 33 domů a žilo 217 obyvatel.

## Obyvatelstvo
| Rok            | 1869 | 1880 | 1890 | 1900 | 1910 | 1921 | 1930 | 1950 | 1961 | 1970 | 1980 | 1991 | 2001 | 2011 | 2021 |
| -------------- | ---- | ---- | ---- | ---- | ---- | ---- | ---- | ---- | ---- | ---- | ---- | ---- | ---- | ---- | ---- |
| Počet obyvatel | 264  | 272  | 237  | 227  | 220  | 214  | 183  | 156  | 154  | 120  | 101  | 82   | 67   | 60   | 58   |
| Počet domů     | 36   | 40   | 41   | 43   | 41   | 42   | 42   | 40   | 38   | 38   | 33   | 43   | 42   | 42   | 45   |

## Obecní správa
Při sčítání lidu v letech 1850–1975 Mužetice byly samostatnou obcí, se kterým patřily nejprve do okresu Blatná, ale od roku 1960 v okrese Strakonice. Od 1. července 1975 jsou částí města Sedlice v okrese Strakonice. V letech 1850–1887 k obci patřily Lom a Míreč, v letech 1850–1887 a v letech 1961–1975 Holušice a v letech 1850–1975 také Důl.

## Pamětihodnosti
V Mužeticích se nachází pomník obětem první světové války - je na něm napsáno „Památce padlým hrdinům“ a vyjmenovány místní oběti války.